# Rauschdelikt
Rauschdelikt – jedna z konstrukcji ograniczonej poczytalności w prawie karnym, wypracowana przez niemiecką dogmatykę tego przedmiotu. Zgodnie z tą konstrukcją sprawca przestępstwa, który popełnił je pod wpływem stanu nietrzeźwości lub odurzenia (ograniczonej poczytalności), w które wprawił się sam, odpowiada nie za popełniony czyn, a za samo wprawienie się w ten stan.